# Henk Albers
Henk Albers (* 26. August 1927 in Amsterdam; † 20. September 1987) war ein niederländischer Comiczeichner.

## Leben
Von 1940 bis 1941 bekam Albers Zeichenunterricht in den Toonder Studio’s. Von 1941 bis 1944 arbeitete er in der Zeichenfilm-Abteilung der Geesink-Toonder Studio’s. Nach dem Krieg wurde er Mitarbeiter der Zeitschrift Stripfilm und später bei der Ketelbinkiekrant von Wim Meulendijk. Er zeichnete in dieser Periode mehrere Zeitungscomics, darunter De kat und Stuffy McLion (eine Parodie auf das Deutsche Reich) und unter dem Pseudonym Jerry Milton für Le Chat Noir und Pin-Up Magazine, was zu Verhören bei der Polizei führte.
Ab 1956 arbeitete Albers als freier Mitarbeiter. Er war regelmäßiger Illustrator der Programmzeitschrift der AVRO und zeichnete Plattenhüllen und Plakate.
1957 wechselte er zum Wochenmagazin Donald Duck. Acht Jahre später wechselte er zum Pep und zeichnete dort Parodien auf Lucky Luke. 1974 zog er in die Nähe von Paris und arbeitete für Dargaud, um gemeinsam mit Yvan Delporte noch mehr Lucky-Luke-Parodien zu zeichnen.
Von 1960 bis zu seinem Tod 1987 war Albers außerdem Zeichner der Serie Silly Symphonies für Donald Duck.